# 우쓰노미야 기요하라 구장
우쓰노미야 기요하라 구장(일본어: 宇都宮清原球場)은 1988년 세워진 일본 우쓰노미야시의 야구장이다. 펜스 길이는 좌우 97.6m에 중앙이 122m이며 수용인원은 30,000명이다.